# Livarot
Pour le fromage, voir Livarot (fromage).
Livarot est une ancienne commune française, située dans le département du Calvados en région Normandie, devenue le 1er janvier 2016 une commune déléguée au sein de la commune nouvelle de Livarot-Pays-d'Auge.
Elle est peuplée de 2 010 habitants.
Cette commune a donné son nom à un fromage : le livarot. La ville abrite des entreprises de renom telles que la fromagerie Graindorge où l'on fabrique entre autres le livarot, ou la cidrerie du calvados La Fermière (CCLF).

## Géographie
| Saint-Martin-du-Mesnil-Oury, Saint-Michel-de-Livet | Le Mesnil-Durand | Sainte-Marguerite-des-Loges |
| Le Mesnil-Bacley                                   | Livarot          | Sainte-Marguerite-des-Loges |
| Heurtevent                                         | La Brévière      | Saint-Ouen-le-Houx          |

## Toponymie
Le lieu est attesté tardivement sous les formes Livarrot en 1155, Livar(r)ou en 1156 ou 1157.
L'explication étymologique de ce nom de lieu ne fait pas l'unanimité chez les toponymistes :
- Albert Dauzat et Charles Rostaing, se basant sur une fausse attestation Livaron de 1137 (forme et date erronées), le qualifient d'« obscur », tout en évoquant un sous-dérivé d’ivos, mot supposé gaulois désignant l'if, et le déclarant peu probable[6]. Ils reprennent peut-être en cela des hypothèses antérieures. En réalité, le terme *ivos ou *īvos n'est pas attesté et devrait comporter un astérisque.
- Ernest Nègre, raisonnant à partir de cette même forme erronée, considère qu'il pourrait s'agir du nom de personne germanique Liubwar, suivi du suffixe -o / -onem[7] et que la finale se serait modifiée par attraction des noms en -ot. Or, François de Beaurepaire note qu'un nom de personne germanique n'est jamais employé avec ce suffixe[8].
- Dominique Fournier réfute une forme Livaron (cacographie attribuable à Albert Dauzat, et mal datée) et se base sur la forme réelle Livar(r)ou issue de la Chronique de Robert de Torigni pour avancer l'hypothèse du nom de personne gallo-romain Libarius suivi du suffixe d'origine gauloise -avo qui explique la plupart des terminaisons en -ou de Normandie[9].

Le gentilé est Livarotais.

## Histoire

### Bataille de Normandie
Le 17 juillet 1944, le pharmacien et maire de Livarot, Marcel Lescène, apporta les premiers soins au maréchal Rommel,, accidenté à la suite du mitraillage de sa voiture par un avion allié, non loin de là, entre les villages de Sainte-Foy-de-Montgommery et Vimoutiers. Il fut ensuite évacué le jour même sur l'hôpital militaire allemand de Bernay.
Livarot ne fut libéré que le 19 août. À la suite de l'opération Paddle, la 7e division blindée britannique est sur les bords de la Vie. Elle doit alors faire face à une vive résistance par la 272e division d'infanterie allemande mais subit aussi des pertes de tirs amis de l'aviation alliée. Le 19, l'artillerie britannique bombarde lourdement le secteur. Les Britanniques arrivent à s'emparer d'un pont non détruit au-dessus de la rivière à Saint-Michel-de-Livet, au nord de Livarot. La Résistance française leur apprend alors que les Allemands ont abandonné Livarot et les premiers soldats britanniques y pénètrent le jour même.

## Politique et administration

### Liste des maires
Le conseil municipal était composé de vingt-trois membres dont le maire et six adjoints.

### Liste des maires délégués
| Période      | Période      | Identité           | Étiquette | Qualité |
| ------------ | ------------ | ------------------ | --------- | --- |
| janvier 2016 | juillet 2017 | Sébastien Leclerc  | UMP-LR    | Gérant de sociétés Conseiller départemental de Livarot-Pays-d'Auge (2015 → 2021) Démissionnaire après son élection comme député   |
| juillet 2017 | mai 2020     | Philippe Guillemot | LR        | Cadre technique EDF retraité |
| mai 2020     | En cours     | Vanessa Bonhomme   | DVC       | Assureuse Première adjointe au maire de Livarot-Pays-d'Auge (2020 → ) Conseillère départementale de Livarot-Pays-d'Auge (2021 → ) |

## Démographie
En 2021, la commune comptait 2 010 habitants. Depuis 2004, les enquêtes de recensement dans les communes de moins de 10 000 habitants ont lieu tous les cinq ans (en 2008, 2013, 2018, etc. pour Livarot) et les chiffres de population municipale légale des autres années sont des estimations.
Livarot a compté jusqu'à 2 654 habitants en 1975.
| 1793  | 1800 | 1806  | 1821 | 1831  | 1836  | 1841  | 1846  | 1851  |
| ----- | ---- | ----- | ---- | ----- | ----- | ----- | ----- | ----- |
| 1 033 | 996  | 1 066 | 662  | 1 162 | 1 215 | 1 291 | 1 376 | 1 464 |

| 1856  | 1861  | 1866  | 1872  | 1876  | 1881  | 1886  | 1891  | 1896  |
| ----- | ----- | ----- | ----- | ----- | ----- | ----- | ----- | ----- |
| 1 576 | 1 386 | 1 499 | 1 557 | 1 761 | 1 842 | 1 823 | 1 851 | 1 763 |

| 1901  | 1906  | 1911  | 1921  | 1926  | 1931  | 1936  | 1946  | 1954  |
| ----- | ----- | ----- | ----- | ----- | ----- | ----- | ----- | ----- |
| 1 813 | 2 080 | 2 281 | 2 266 | 2 147 | 2 193 | 2 255 | 2 434 | 2 391 |

| 1962  | 1968  | 1975  | 1982  | 1990  | 1999  | 2008  | 2013  | 2018  |
| ----- | ----- | ----- | ----- | ----- | ----- | ----- | ----- | ----- |
| 2 494 | 2 535 | 2 654 | 2 538 | 2 469 | 2 516 | 2 309 | 2 140 | 2 028 |

| 2019  | - | - | - | - | - | - | - | - |
| ----- | - | - | - | - | - | - | - | - |
| 2 022 | - | - | - | - | - | - | - | - |

## Économie
- Filatures : usine Leroy
- Production fromagère (notamment de Livarot) : Ancienne fromagerie Bisson (1902) et fromagerie E.Graindorge (1910).

## Culture locale et patrimoine

### Distinction
Candidat au palmarès 2019 du Concours départemental des villes et villages fleuris, Livarot a reçu le 1er prix dans la 2e catégorie (communes de 1 000 à 5 000 habitants) le 14 octobre 2019.

### Lieux et monuments
- Ancienne usine Leroy (1841), inscrite au titre des monuments historiques[24].
- L'église Saint-Ouen du XVe siècle, très remaniée. Son orgue de tribune du XIXe est classé au titre objet aux monuments historiques[25].
- Ancienne fromagerie Bisson (1902), reconvertie en musée des Ateliers de l'art du fer devrait accueillir prochainement[Quand ?] une activité artisanale (brasserie bière)
- Manoir de l’Isle (1912), ancienne propriété des Bisson.
- La fromagerie Graindorge : brûlée en 1999 puis reconstruite en 2001.
- Vestiges d'un ancien château qui a été possédé par Charles le Mauvais, roi de Navarre[réf. nécessaire].
- Manoir de la Pipardière, au nord. L'édifice en colombage est daté de la fin du XVe siècle[26] ou XVIe siècle[27].
- Menhir de la Pierre tournante.

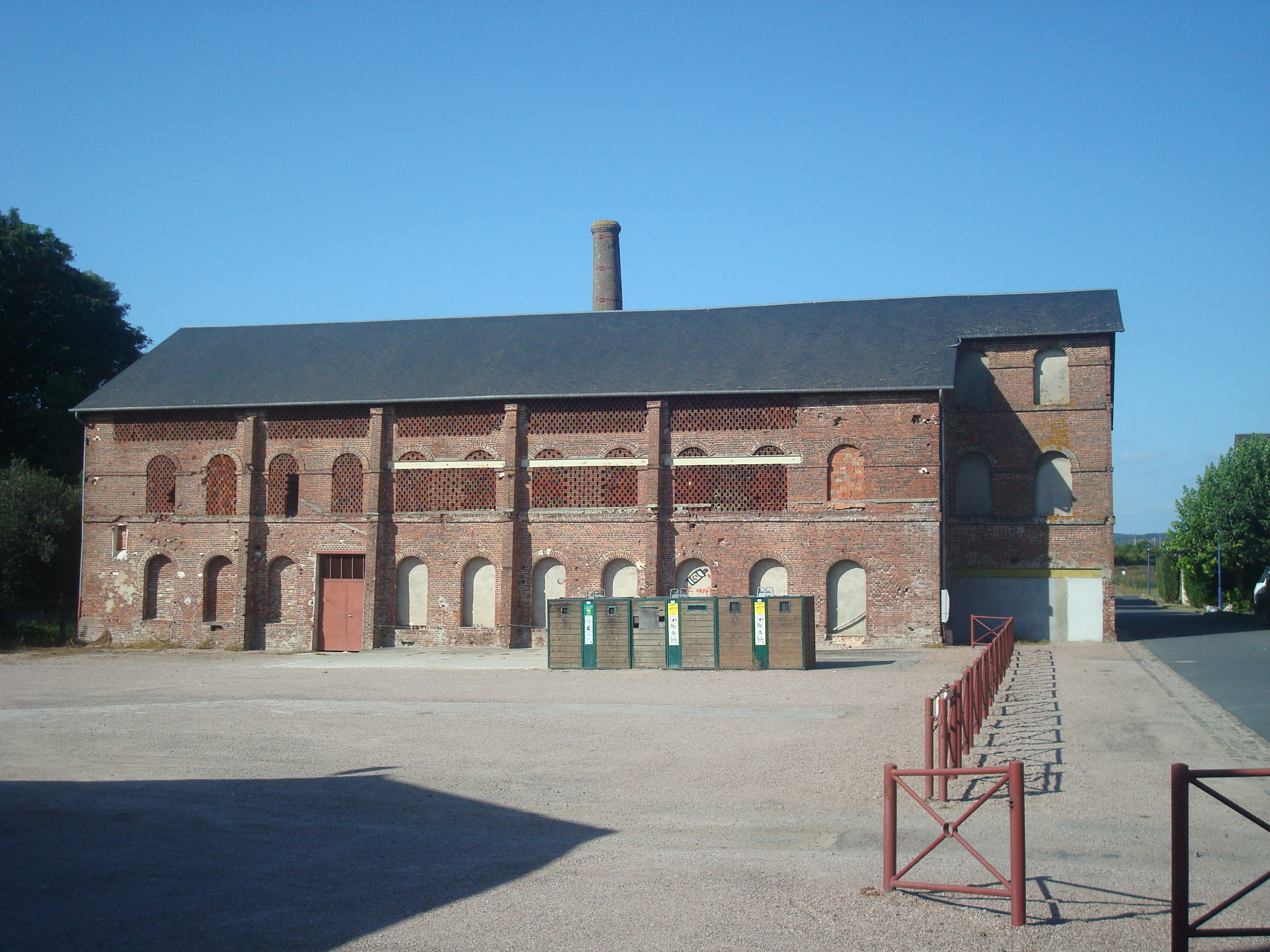
L'usine Leroy.
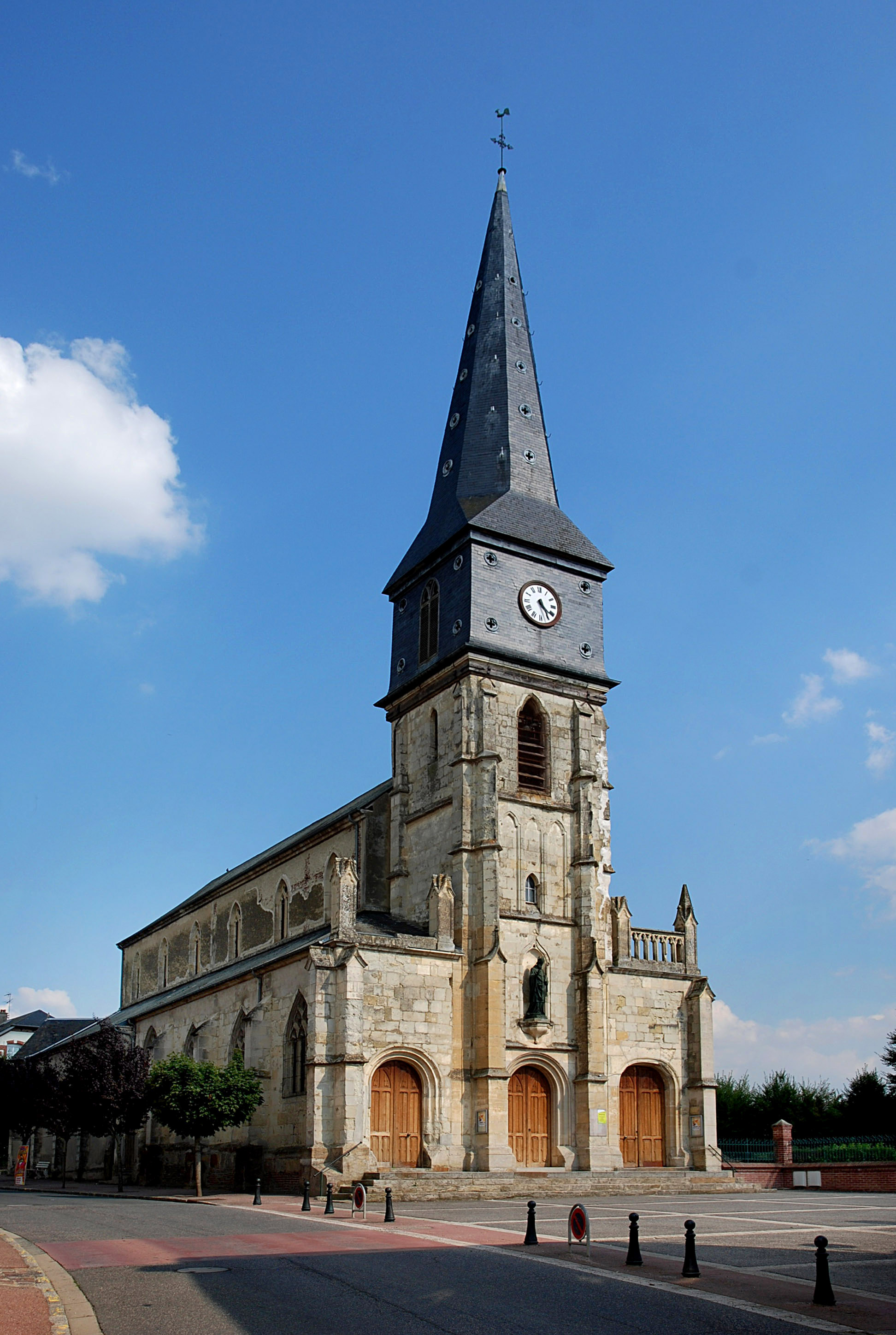
L’église Saint-Ouen.
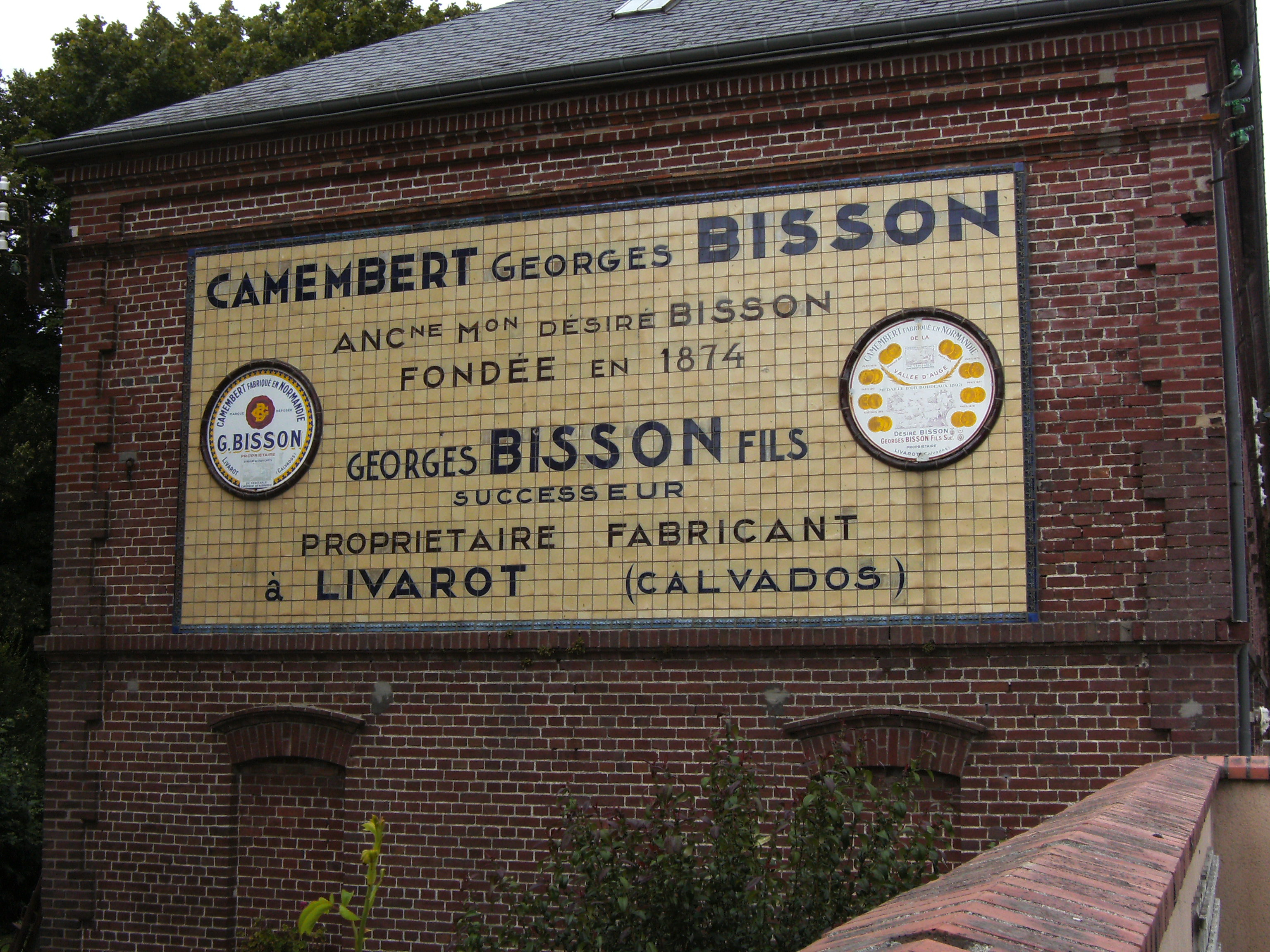
L'ancienne fromagerie Bisson.
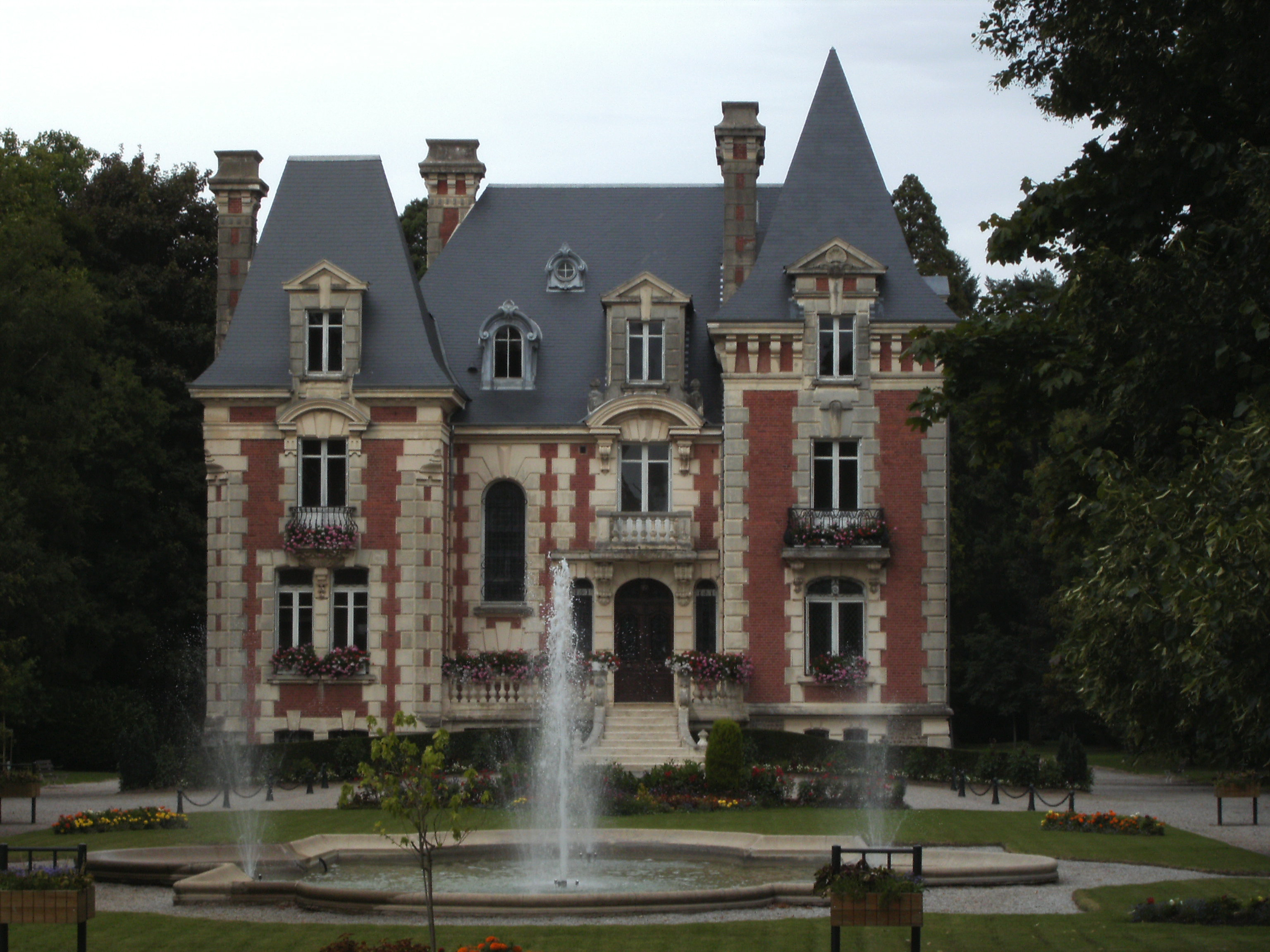
Le manoir de l'Isle.
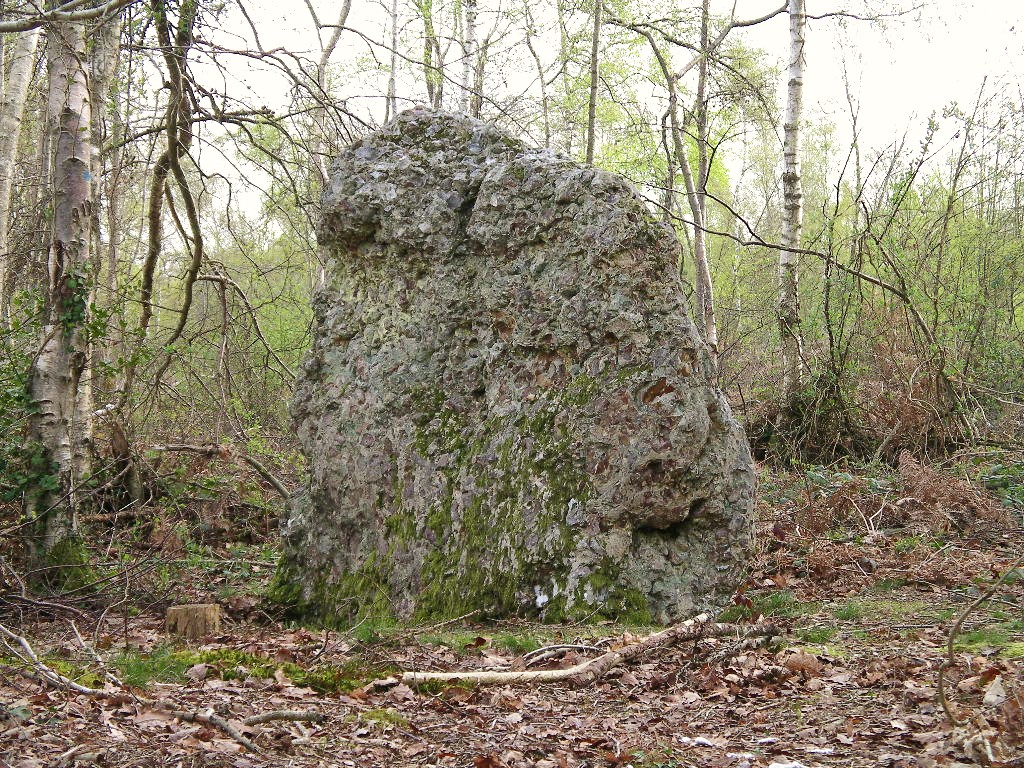
La Pierre tournante.

### Activité et manifestations

#### Jumelages
- South Molton (Royaume-Uni) depuis 1975.

#### Sports
L'Étoile sportive livarotaise fait évoluer deux équipes de football en divisions de district.
La section cyclisme du club a formé de nombreux coureurs tels les Lemarchand père, François (reconverti ensuite chez ASO organisateur du Tour de France) et Romain son fils[réf. nécessaire]ou encore Fabien Taillefer, Paul Ourselin (pro) sans oublier Thierry Marie, dont l’exploit le plus célèbre est la victoire dans la 6e étape du Tour de France 1991, reliant Arras au Havre. C'est à ce jour la deuxième plus longue échappée solitaire de l'histoire du Tour (234 km) ; il avait au passage endossé le maillot jaune.
La course cycliste Paris-Camembert arrive dans la ville.

#### Manifestations
- Foire aux fromages de Livarot, chaque année en août.

### Personnalités liées à la commune
- Charles le Mauvais (1332-1387), roi de Navarre et comte d'Évreux, propriétaire de l'ancien château.
- Jacques Dufresne (Livarot, 1732 - 1832), curé du Mesnil-Durand, député du clergé.
- François Leroy (Livarot, 1759 - 1799), avocat et homme politique, député royaliste du Calvados à l'Assemblée législative.
- Alfred Rioult de Neuville (Livarot, 1802 - Livarot, 1894), homme politique.
- Louis Rioult, marquis de Neuville, homme politique.
- Joël Le Bigot (Livarot, 1946-), animateur de radio québécois.
- François Lemarchand (Livarot, 1960-), coureur cycliste.
- Marcel Lescène, grand-père maternel d'Élisabeth Borne, maire de 1938 à 1945 et de 1947 à 1953.
- Pascal Periz (1961-2023), chanteur des Pow woW, très lié à la ville par ses parents[29].

### Héraldique
| Blason de Livarot | Blason  | D'azur au chef parti au premier losangé d'argent et de gueules et au second coticé de gueules et d'or, à la crosse d'or brochant sur le tout, à l'écusson d'argent au lion de gueules couronné d'or brochant sur la crosse, accosté de deux fleurs de lys aussi d'or. |
| Blason de Livarot | Détails | Le statut officiel du blason reste à déterminer. |